# Daniel Zampieri
 (mars 2016).
Daniel Zampieri (né le 22 mai 1990 à Rome, Italie) est un pilote automobile Italien.

## Carrière
- 2006 : Championnat d'Italie de Formule Renault 2.0 avec l'écurie BVM-Minardi
- 2007 : Championnat d'Italie Formule Renault 2.0 avec l'écurie Cram Competition
  - 15e du championnat Italien et 2e du championnat Winter Series Formule Renault 2.0
- 2008 : Championnat d'Italie Formule Renault 2.0 avec l'écurie BVM-Minardi
  - 9e du championnat Italien et 12e de l'Eurocup Formule Renault
- 2009 : Championnat d'Italie de Formule 3 avec l'écurie BVM-Target Racing
  - Champion avec 5 Pole positions, 4 victoires, 9 podiums et 3 meilleurs tours en 16 courses.
- 2009-2010 : Championnat GP2 Asia Series avec l'écurie Rapax Team
- 2010 : World Series by Renault avec Pons Racing
- 2012 : 4 Heures de Monza avec l'écurie Kessel Racing et les pilotes Lorenzo Bontempelli, Benjamino Caccia[1].